# 仁井田村 (高知県)
仁井田村（にいだむら）は、高知県高岡郡にあった村。現在の四万十町の東部、土讃線の沿線にあたる。

## 地理
- 山岳：大小権現山
- 河川：仁井田川、東又川

## 歴史
- 1889年（明治22年）4月1日 - 町村制の施行により、床鍋村・影野村・奥久礼地村・下久礼地村・加江坂本村・六反地村・仁井田村・小向村・平串村・中ノ越村の区域をもって発足。平串村のうち富岡村が大字富岡、下久礼地村のうち魚川村が大字魚川となる。
- 1955年（昭和30年）1月5日 - 窪川町・東又村・興津村・松葉川村と合併し、改めて窪川町が発足。同日仁井田村廃止。

## 交通

### 鉄道路線
- 日本国有鉄道
  - 土讃線
    - 影野駅 - 仁井田駅

現在は旧村域に六反地駅が所在するが、当時は未開業。

### 道路
- 国道197号 松山高知線（現・国道56号）

現在は旧村域に高知自動車道の四万十町東インターチェンジ・四万十町中央インターチェンジが所在するが、当時は未開通。